# À Noël
À Noël est une nouvelle d’Anton Tchekhov (en russe Na sviatakh).

## Historique
À Noël est initialement publiée dans la revue russe Le Journal de Pétersbourg, numéro 1, du 1er janvier 1900. La nouvelle a aussi été traduite en français sous les titres Les fêtes de Noël ou Pendant les fêtes. 

## Résumé
Vassilissa, vieille paysanne, se rend chez une vague connaissance pour lui faire écrire une lettre à sa fille, Iéfimia. Cette dernière a quitté ses parents après son mariage, il y a quatre ans. Au début, il y a eu deux lettres, puis plus rien.
Après les souhaits de bonne santé et l’espoir de les revoir, l’écrivain public remplit la lettre avec des extraits d’un règlement militaire ! Le lendemain, Vassilissa va porter la lettre à la gare distante de douze verstes.
À Moscou, Andréï Chrissanfytch, le mari d’Iefimia ouvre servilement la porte à un général : il est suisse dans un établissement d’hydrothérapie. Puis, il rejoint sa femme et lui remet la lettre. Iéfimia éclate en sanglot en recevant des nouvelles de ses parents et de son village. Andréï se rappelle maintenant qu’il a perdu les lettres que sa femme lui avait remises pour ses parents. Aucune importance, conclut-il par devers lui. 

## Personnages
- Vassilissa, mère d’Iéfimia
- Piotr, père d’Iéfimia
- Iéfimia, fille de Vassilissa, elle a peur de son mari.
- Andréï Chrissanfytch, mari violent

## Édition française
- À Noël, traduit par Madeleine Durand et Édouard Parayre, révision de Lily Dennis, Bibliothèque de la Pléiade, éditions Gallimard, 1967  (ISBN 978 2 07 0105 49 6).